# (1245) Calvinia
(1245) Calvinia – planetoida z grupy pasa głównego asteroid okrążająca Słońce w ciągu 4 lat i 337 dni w średniej odległości 2,89 au. Została odkryta 26 maja 1932 roku w Union Observatory w Johannesburgu przez Cyrila Jacksona. Należy do rodziny planetoidy Koronis. Nazwa planetoidy pochodzi od Calvinii, miasta w Południowej Afryce. Przed nadaniem nazwy planetoida nosiła oznaczenie tymczasowe (1245) 1932 KF.